# Hank Zipzer
Hank Zipzer ist eine englische Kinder-Comedyserie, die in England und den USA produziert wurde. Die Titelrolle spielt Nick James als Hank Zipzer, ein 12-jähriger legasthenischer Schüler. Die Sendung basiert auf der Buchreihe von Henry Winkler, der in der Serie die Rolle des Musiklehrers von Hank, Mr. Rock, spielt. Die erste Staffel startete im Januar 2014 auf CBBC. Im Gegensatz zu den Büchern, die in Winklers Heimat USA spielen, handelt die Serie in London. Die zweite Staffel begann im August 2015. Die dritte Staffel startete im Mai 2016, zusätzlich gab es eine 84-minütige Weihnachtsfolge im Jahr 2016. Im April 2017 bestätigte Neil Fitzmaurice, der Hanks Vater Stan spielt, dass die Serie nicht fortgesetzt wird.

## Staffel 1
| Episoden-Nr. | Folge                                                           | Regisseur       | Drehbuch              | Produzent         | Erstausstrahlung Deutschland | Erstausstrahlung UK                              |
| ------------ | --------------------------------------------------------------- | --------------- | --------------------- | ----------------- | ---------------------------- | ------------------------------------------------ |
| 1            | Niagarafälle mal anders (Classroom Catastrophe)                 | Matt Bloom      | Joe Williams          | Siobhan Bachman   | 7. Februar 2015 auf KiKA     | 28. Januar 2014 auf CBBC                         |
| 2            | Die Glücks-Socken (The Lucky Socks)                             | Matt Bloom      | Joe Williams          | Siobhan Bachman   | 7. Februar 2015 KiKA         | 4. Februar 2014 CBBC                             |
| 3            | Der König von Siam (The Curtain Went Up, My Trousers Went Down) | Matt Bloom      | Joe Williams          | Siobhan Bachman   | 14. Februar 2015 KiKA        | Original-Erstausstrahlung: 11. Februar 2014 CBBC |
| 4            | Tomaten auf den Augen (Battle Of The Goblins)                   | Matt Bloom      | Daniel Peak           | Siobhan Bachman   | 14. Februar 2015 KiKA        | 18. Februar 2014 CBBC                            |
| 5            | Gruselschule (Haunted Hank)                                     | Matt Bloom      | Dan Berlinka          | Siobhan BachmanSa | 21. Februar 2015 KiKA        | 25. Februar 2014 CBBC                            |
| 6            | Kampf der Worte (The War Of Words)                              | Rebecca Rycroft | Bede Blake            | Ali Bryer Carron  | 21. Februar 2015 KiKA        | 4. März 2014 CBBC                                |
| 7            | Der Chemieunfall (The Day I Flunked Chemistry)                  | Matt Bloom      | Madeleine Brettingham | Siobhan Bachman   | 28. Februar 2015 KiKA        | 11. März 2014 CBBC                               |
| 8            | Es geht um die Wurst (The Mortadella Disaster)                  | Rebecca Rycroft | Joe Williams          | Ali Bryer Carron  | 28. Februar 2015 KiKA        | 18. März 2014 CBBC                               |
| 9            | Vater werden ist nicht schwer (Who Ordered The Baby?)           | Rebecca Rycroft | Bede Blake            | Ali Bryer Carron  | 7. März 2015 KiKA            | 25. März 2014 CBBC                               |
| 10           | Der coolste Dad der Welt (I Think I Broke My Dad)               | Rebecca Rycroft | Mark Oswin            | Ali Bryer Carron  | 7. März 2015 KiKA            | 1. April 2014 CBBC                               |
| 11           | Albert Einstein und ich (The Week I Became A Genius)            | Rebecca Rycroft | Holly Phillips        | Ali Bryer Carron  | 14. März 2015 KiKA           | 8. April 2014 CBBC                               |
| 12           | Japanisch für Anfänger (Anyone For Lizard?)                     | Rebecca Rycroft | Lucy Guy              | Ali Bryer Carron  | 14. März 2015 KiKA           | 15. April 2014 CBBC                              |
| 13           | Das erste Date (The First Date Dilemma)                         | Rebecca Rycroft | Matt Bloom            | Henry Winkler     | 21. März 2015 KiKA           | 22. April 2014 CBBC                              |

## Staffel 2
| Episoden-Nr. | Folge                                         | Regisseur       | Drehbuch              | Produzent            | Erstausstrahlung Deutschland | Erstausstrahlung UK      |
| ------------ | --------------------------------------------- | --------------- | --------------------- | -------------------- | ---------------------------- | ------------------------ |
| 1            | Foto-Fiasko (Camera Calamity)                 | Tom George      | Joe Williams          | Jim Poyser           | 26. September 2015 auf KiKA  | 13. August 2015 auf CBBC |
| 2            | (Kein) Platz für zwei (No Room For Two)       | Matt Bloom      | Lucy Guy              | Jim Poyser           | 3. Oktober 2015 KiKA         | 20. August 2015 CBBC     |
| 3            | Kuhfladen-Schatzsuche (Cow Poo Treasure Hunt) | Matt Bloom      | Mark Oswin            | Kindle Entertainment | 3. Oktober 2015 KiKA         | 27. August 2015 CBBC     |
| 4            | Lehrers Liebling (Head Ache)                  | Tom George      | Lucy Guy              | Kindle Entertainment | 10. Oktober 2015 KiKA        | 3. September 2015 CBBC   |
| 5            | Hanks Held (Hank's Hero)                      | Tom George      | Joe Williams          | Kindle Entertainment | 10. Oktober 2015 KiKA        | 10. September 2015 CBBC  |
| 6            | Tag der offenen Tür (Open Day)                | Matt Bloom      | Joe Williams          | Kindle Entertainment | 17. Oktober 2015 KiKA        | 17. September 2015 CBBC  |
| 7            | Die Wahl der Qual (Ballot Box Blunder)        | Matt Bloom      | Jom Macqueen          | Kindle Entertainment | 17. Oktober 2015 KiKA        | 24. September 2015 CBBC  |
| 8            | Valentins-Tohuwabohu (Valentine’s Confusion)  | Matt Bloom      | Holly Phillips        | Kindle Entertainment | 24. Oktober 2015 KiKA        | 1. Oktober 2015 CBBC     |
| 9            | Sturmfreie Bude (Camouflage)                  | Rebecca Rycroft | Henry Winkler         | Kindle Entertainment | 24. Oktober 2015 KiKA        | 8. Oktober 2015 CBBC     |
| 10           | Hanks Geburtstag (Hank’s Birthday)            | Tom George      | Madeleine Brettingham | Kindle Entertainment | 7. November 2015 KiKA        | 15. Oktober 2015 CBBC    |
| 11           | Hanks neue Schule (Hank’s New School)         | Tom George      | Mark Evans            | Kindle Entertainment | 7. November 2015 KiKA        | 22. Oktober 2015 CBBC    |
| 12           | Alte Liebe rostet nicht (Papa Pete In Love)   | Tom George      | Daniel Peak           | Kindle Entertainment | 14. November 2015 KiKA       | 29. Oktober 2015 CBBC    |
| 13           | Letzter Schultag (Last Day)                   | Tom George      | Daniel Peak           | Jon Macqueen         | 14. November 2015 KiKA       | 5. November 2015 CBBC    |

## Staffel 3
| Episoden-Nr. | Folge                                                                  | Regisseur       | Drehbuch        | Produzent       | Erstausstrahlung Deutschland | Erstausstrahlung UK   |
| ------------ | ---------------------------------------------------------------------- | --------------- | --------------- | --------------- | ---------------------------- | --------------------- |
| 1            | Alles bleibt anders (Teacher Torture)                                  | Rebecca Rycroft | Lucy Guy        | Richard Grocock | 14. November 2018 auf KiKA   | 26. Mai 2016 auf CBBC |
| 2            | Klick dich! (Vlog It!)                                                 | Rebecca Rycroft | Joe Williams    | Richard Grocock | 15. November 2018 KiKA       | 2. Juni 2016 CBBC     |
| 3            | Zipzers und Aliens (Zipzers And Aliens)                                | Matt Bloom      | Matt Bloom      | Richard Grocock | 16. November 2018 KiKA       | 9. Juni 2016 CBBC     |
| 4            | Schein oder nicht Schein (Educating Zipzer)                            | Matt Bloom      | Daniel Peak     | Richard Grocock | 19. November 2018 KiKA       | 16. Juni 2016 CBBC    |
| 5            | Eine Hand wäscht die andere (Hank’s Good Turn)                         | Matt Bloom      | Mark Oswin      | Richard Grocock | 20. November 2018 KiKA       | 23. Juni 2016 CBBC    |
| 6            | Der traurige Delfin (My Girlfriend Has Flippers)                       | Matt Bloom      | Holly Phillips  | Richard Grocock | 21. November 2018 KiKA       | 30. Juni 2016 CBBC    |
| 7            | Hannah Zipzer (Undercover Hank)                                        | Rebecca Rycroft | Henry Winkler   | Richard Grocock | 22. November 2018 KiKA       | 7. Juli 2016 CBBC     |
| 8            | Das Muttertagsgeschenk (School Sleepover)                              | Nick Collett    | Adam G. Goodwin | Richard Grocock | 23. November 2018 KiKA       | 14. Juli 2016 CBBC    |
| 9            | April, April (Operation: Prank Adolf)                                  | Rebecca Rycroft | Jon Macqueen    | Richard Grocock | 26. November 2018 KiKA       | 21. Juli 2016 CBBC    |
| 10           | Käpt’n Hank und die Übriggebliebenen (Captain Hank And The Last Picks) | Nick Collett    | Jon Macqueen    | Anne Brogan     | 27. November 2018 KiKA       | 28. Juli 2016 CBBC    |
| 11           | Weihnachten im Juli (Christmas In July)                                | Rebecca Rycroft | Lucy Guy        | Richard Grocock | 28. November 2018 KiKA       | 4. August 2016 CBBC   |
| 12           | Mr Rocks Festival (Hank Rocks Out)                                     | Nick Collett    | Mark Oswin      | Richard Grocock | 29. November 2018 KiKA       | 11. August 2016 CBBC  |
| 13           | New York, nun ja ... (The Crunchy Pickle)                              | Nick Collett    | Joe Williams    | Richard Grocock | 30. November 2018 KiKA       | 18. August 2016 CBBC  |